# رودريغو (لاعب كرة قدم مواليد 1995)
رودريغو هو لاعب كرة قدم برازيلي في مركز الدفاع، ولد في 11 سبتمبر 1995 في برازيليا في البرازيل. لعب مع أتلتيكو مينيرو.

## وصلات خارجية
- رودريغو (لاعب كرة قدم مواليد 1995) على موقع قاعدة بيانات كرة القدم.إي يو (الإنجليزية)
- رودريغو (لاعب كرة قدم مواليد 1995) على موقع Soccerway.com (الإنجليزية)
- رودريغو (لاعب كرة قدم مواليد 1995) على موقع عالم كرة القدم.نت (الإنجليزية)